# Clubul Sportiv Universitar Târgu Mureș
Il Clubul Sportiv Universitar Târgu Mureș è una società pallavolistica femminile rumena con sede a Târgu Mureș: milita nel campionato di Divizia A1.

## Storia
La società nasce con il nome Clubul Sportiv Universitar Gaz Târgu Mureș, in seguito modificato in Club Sportiv Universitar Medicina CSS Târgu Mureș, fino ad arrivare a quello di Clubul Sportiv Universitar Târgu Mureș.
Il club partecipa quindi alla Divizia A1, massima serie del campionato rumeno, ottenendo per prima volta la qualificazione ad una competizione europa, ossia alla Challenge Cup 2007-08, al termine della stagione 2006-07: nel corso degli anni a venire si classifica sempre nelle posizioni di classifica medio-alte.

## Rosa 2014-2015
| N° | Nome                | Ruolo | Data di nascita   | Nazionalità sportiva |
| -- | ------------------- | ----- | ----------------- | -------------------- |
| 1  | Florentina Ivanciu  | S/O   | 1º dicembre 1993  | Romania              |
| 3  | Daniela Lupescu     | S     | 5 maggio 1986     | Romania              |
| 4  | Ioana Cauc          | S     | 16 gennaio 1998   | Romania              |
| 5  | Andreea Petra       | C     | 1º agosto 1993    | Romania              |
| 6  | Sonia Teianu        | S     | 8 ottobre 1996    | Romania              |
| 7  | Roxana Iancu        | C     | 14 agosto 1993    | Romania              |
| 9  | Ioana Vasinca       | C     | 22 giugno 1985    | Romania              |
| 10 | Carmen Mateaş       | C     | 28 settembre 1991 | Romania              |
| 11 | Alexandra Pintea    | P     | 15 aprile 1990    | Romania              |
| 12 | Iuliia Popova       | P     | 15 aprile 1983    | Ucraina              |
| 13 | Nayara Felix        | S     | 23 maggio 1991    | Brasile              |
| 15 | Andreea Ispas       | L     | 5 marzo 1990      | Romania              |
| 16 | Roxana Pintea       | L     | 24 aprile 1995    | Romania              |
| 18 | Loredana Dobriceanu | S     | 24 luglio 1997    | Romania              |